# Carinhall

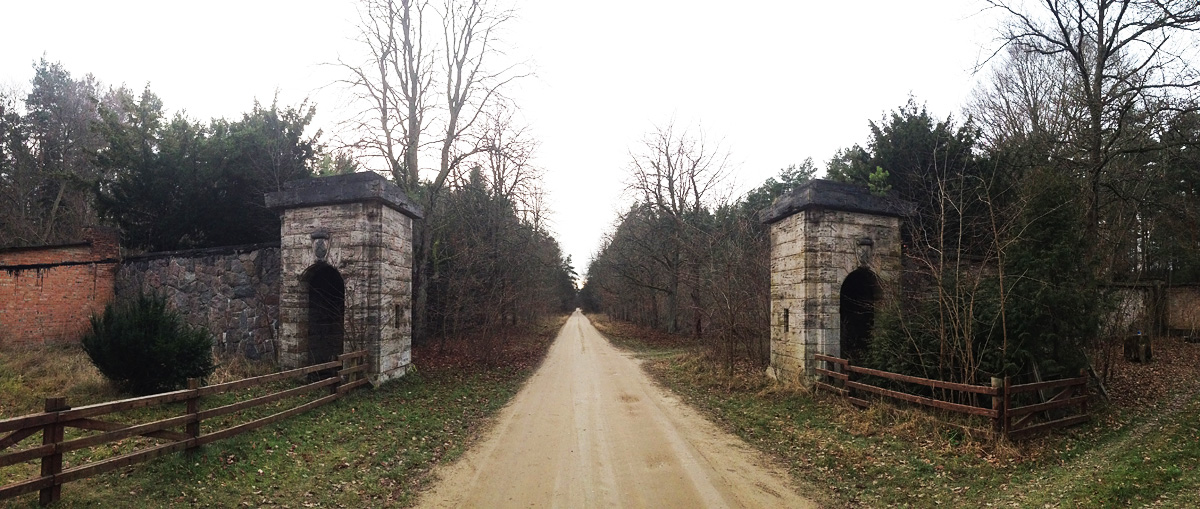
Vjezd do areálu v Schorfheide

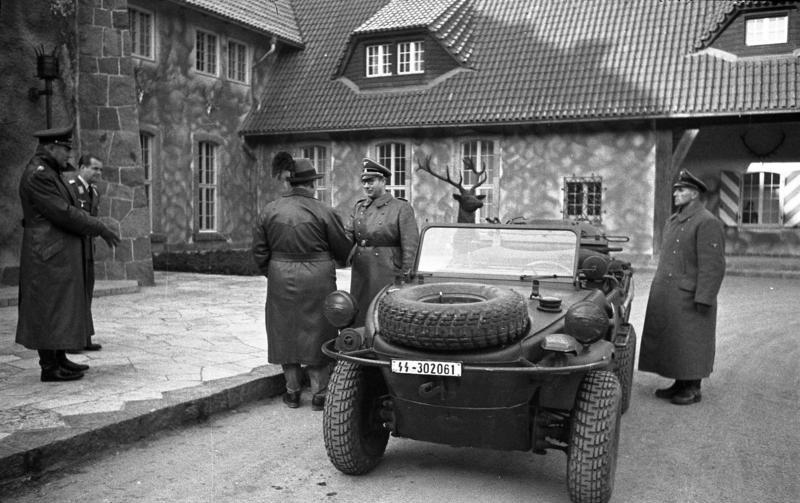
Hermann Göring vítá příslušníka SS v Carinhallu

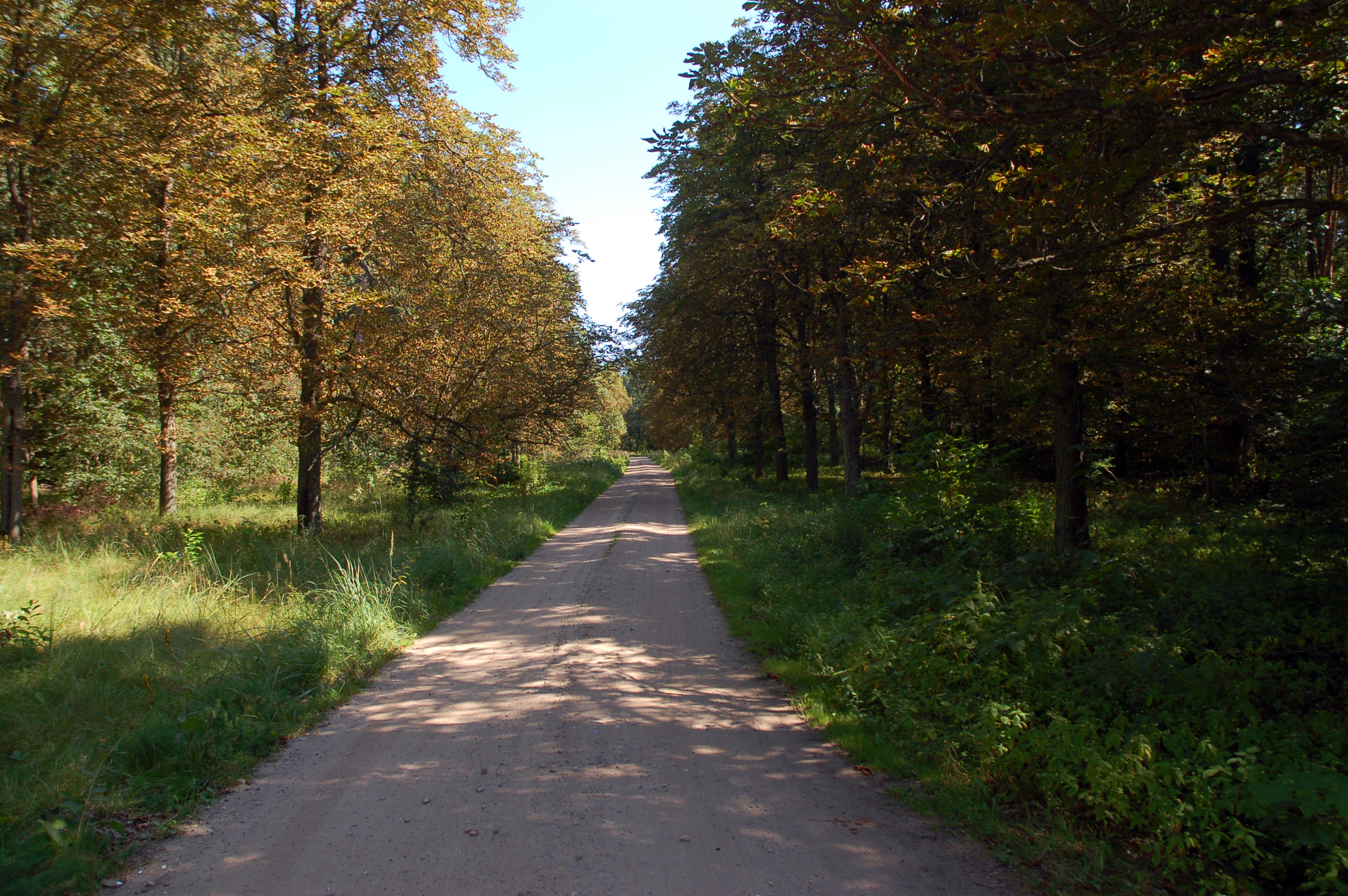
Kaštanová alej

Carinhall bylo reprezentativní sídlo říšského maršála a předního nacisty Hermanna Göringa.
Majestátní komplex budov se nacházel v Schorfheide mezi jezery Großdöllner See a Wuckersee v zemském okrese Ukerská marka na severu dnešní spolkové země Braniborsko. Stavba komplexu byla zahájena po roce 1933 a probíhala v několika etapách. Návrhem byl pověřen architekt Werner March, autor Olympijského stadionu v Berlíně. Později stavbu převzal Friedrich Hetzelt, který ji i dokončil. Na výstavbě se významně podílela stavební firma Philipp Holzmann.
Název komplexu luxusních budov pochází ze jména první, v roce 1931 předčasně zesnulé ženy Hermanna Göringa, Carin. Její ostatky sem nechal v roce 1934 pompézně převézt ze Švédska, zde bylo tělo uloženo v cínové rakvi do soukromé krypty, postavené pro tento účel.

## 1933–1945
Honosné sídlo bylo odpočinkovým místem Hermanna Göringa a jeho rodiny po celou dobu druhé světové války.
Když navštívil Carinhall Adolf Hitler, rozladěně prohlásil: Můj Berghof se s tím přirozeně nedá srovnávat. Mohl by sloužit leda jako zahradní pavilon. Göring a jeho druhá žena Emmy přijali na Carinhallu řadu významných hostů, například jugoslávského regenta Pavla, bulharského panovníka Borise III., švédského následníka trůnu Gustava Adolfa, maďarského říšského správce Horthyho, řeckého krále Jiřího nebo Charlese Lindbergha. V roce 1939, jen několik měsíců před začátkem války usedlost navštívil ministr zahraničí Polské republiky Józef Beck.
V prostorách Carinhallu byla umístěna Göringova soukromá sbírka uměleckých děl, z velké části pocházející z muzeí i soukromých sbírek v celé okupované Evropě.
Součástí komplexu bylo soukromé kino, tělocvična, vyhřívaný bazén, parní lázeň, bowling a obrovský přijímací sál. Zajímavostí je, že zde byla k dispozici i jedna z prvních myček nádobí, kterou vyrobila firma AEG.
V roce 1943 se Göring rozhodl část sbírky převézt do úkrytu v solném dole u Altaussee ve Štýrsku. Tato umělecká díla byla v roce 1945 zajištěna spojenci a nákladními automobily převezena do centrálního sběrného místa (Central Collecting Point) v Mnichově, kde byla umístěna v bývalých administrativních budovách NSDAP a budově Führerbau.
Druhá část sbírky zůstala na Carinhallu. V lednu 1945 rozhodl Göring o jejím převozu zvláštními vlaky do Berchtesgadenu, kde měla být ukryta v tunelech. Umělecké poklady pak byly vyloženy a umístěny do protileteckého krytu.

## Po válce
Po smrti Hermanna Göringa měl být Carinhall přeměněn na muzeum. S vývojem situace na frontách se však plány změnily. Hermann Göring opustil Carinhall 20. dubna 1945. S postupem 2. běloruského frontu nařídil 28. dubna 1945 příslušníkům malé jednotky Luftwaffe vyhodit budovy pomocí více než 80 leteckých pum do vzduchu. Ostatky Carin nechal tajně zakopat v lese. Hrob byl přesto nalezen příslušníky Rudé armády a zneuctěn. Místní hajný pozůstatky zachránil, pohřbil a informoval příbuzné ve Švédsku. Tělo bylo později kvůli východoněmeckým úřadům tajně exhumováno, pod cizím jménem zpopelněno a švédský pastor Heribert Jansson převezl urnu s popelem zemřelé do Švédska, kde byla uložena do původního hrobu na hřbitově v Lovö.
V roce 1999 vzbudila zájem o místo původního sídla kniha Görings Reich: Selbstinszenierungen in Carinhall, ve které je popisováno hledání „pokladů“ v ruinách bývalého sídla. Z obavy, že by se místo mohlo stát svatostánkem neonacistů se braniborská vláda rozhodla pozůstatky hrobu Göringovy ženy zlikvidovat.
Zbytky rezidence, sestávající z dvou bývalých ubytoven pro stráže, dvou částí hlavní brány a kaštanové aleje je v současnosti vedena na seznamu památek města Templin.